# La Java de Broadway (chanson)
Pour les articles homonymes, voir La Java de Broadway.
Singles de Michel Sardou
Dix ans plus tôt
(1977) Comme d'habitude
(1978)
Pistes de La Java de Broadway
Comme d'habitude Dix ans plus tôt
La Java de Broadway est une chanson de Michel Sardou parue en 1977 sur l'album du même nom. 
Les paroles sont signées Michel Sardou et Pierre Delanoë et la musique est composée par Jacques Revaux.

## Contexte et thème
Après une année 1976 jugée difficile pour Michel Sardou, marquée par la mort de son père, ainsi que les polémiques entourant les chansons Je suis pour et Le Temps des colonies, il décide de sortir l'année suivante La Java de Broadway, une chanson plus « enlevée » et « légère ». Elle est écrite par Sardou et Pierre Delanoë sur une musique de Jacques Revaux.
La chanson évoque une fête entre amis à Broadway grâce à de nombreuses comparaisons avec les soirées données en France à Meudon. La chanson, sur une tonalité humoristique, confirme l'attachement de Sardou pour le théâtre et les comédies musicales.

## Réception
Le single est couronné d'un immense succès populaire puisqu'il s'écoule à plus de 800 000 exemplaires ou 940 000 exemplaires et se place en tête des ventes en France durant huit semaines fin 1977. Il s'est également classé à la première place du hit-parade francophone en Belgique.

## Postérité
Michel Sardou place régulièrement ce titre lors de ses tours de chant : ainsi, il est présent dans les albums Palais des congrès 78, Palais des congrès 81, Bercy 98, Live 2005 au Palais des sports, Zénith 2007, Live 2013 - Les Grands Moments à l'Olympia et La Dernière Danse (enregistré en 2018). Ainsi que sa dernière tournée en 2023/2024 "Je me souviens d'un adieu" où le titre est présent dans le medley. 

## Liste des titres
| A. | La Java de Broadway | 4:05 |
| B. | Seulement l'amour   | 3:59 |

## Crédits
- Benoît Kaufman – arrangements
- Roland Guillotel – prise de son au studio 92
- Jacques Revaux – réalisation, direction artistique
- Régis Talar – direction artistique
- François et Jean-Marie Porterie – prise de son au studio Condorcet (face B)

## Classements et certifications
| Classement (1977–78)                    | Meilleure position |
| --------------------------------------- | ------------------ |
| Belgique (Wallonie Ultratop 50 Singles) | 1                  |
| Europe (Europarade)                     | 22                 |
| France (IFOP)                           | 1                  |
| Québec (Palmarès francophone)           | 17                 |
| Suisse romande (RSR)                    | 7                  |

| Classement (1977) | Position |
| ----------------- | -------- |
| France (IFOP)     | 7        |

### Certifications
| Pays           | Certification | Ventes certifiées |
| -------------- | ------------- | ----------------- |
| France (SNEPA) | Or            | 500 000           |